# Tarphius floresensis
Tarphius floresensis é uma espécie de escaravelho da família Zopheridae endêmica da Ilha das Flores (Açores) . É comumente chamado de besouro de ferro em inglês ou Escaravelho-cascudo-da-mata em português. O gênero Tarphius é uma espécie evolutivamente antiga nos Açores.

## Descrição e ecologia
O tamanho médio do besouro é inferior a meio centímetro. Possui pequena cerda e no corpo, o que faz com que o besouro pareça "peludo". Sua cor geral é avermelhada variando de marrom-avermelhada a marrom-escura. A parte dorsal do besouro é arqueada, a superfície dorsal é com grânulos arredondados densos, cada um com uma cerda clara no topo.
Este besouro não voa.
Esta espécie ocorre na altitude de 300-1000 m e pode ser encontrada em locais úmidos, como encostas próximas a rios. O besouro pode ser encontrado principalmente no solo, mas também sob a casca de árvores centenárias. Curiosamente, já foi encontrado sob árvores endêmicas e exóticas. A espécie está presente em algumas manchas maiores e bem preservadas de florestas nativas da ilha. Tarphius é um besouro fungívoro e é ativo à noite.

## Distribuição
Tarphius floresensis é endêmico da Ilha das Flores (Açores), Portugal. Encontrada na Reserva Florestal Natural do Morro Alto e Pico da Sé e na Reserva Florestal Natural das Caldeiras Funda e Rasa.

## Estado de conservação
Tarphius floresensis é considerada uma espécie criticamente ameaçada de acordo com a Lista Vermelha da IUCN . É principalmente ameaçado pela perda de habitat devido a espécies invasoras não nativas e à mudança do uso da terra. A espécie invasora mais problemática que reduz os habitats é Hedychium gardnerianum, que é introduzida na ilha como planta decorativa.
No âmbito de um Programa LIFE (Life Beetles ), uma sensibilização da população local está sendo realizada para o escaravelho. São realizadas as seguintes ações de conservação:
- Controlar espécies invasoras da flora como o nenúfar ( Hedychium gardnerianum ), pittosporum doce ( Pittosporum undulatum ) e beladona ( Solanum mauritianum ) ao longo do leito do rio;
- Aplicar soluções baseadas na natureza (NBS) para controlar a erosão, prevenir riscos naturais e criar um habitat favorável para as espécies-alvo do projeto.
- Recuperação de habitats estratégicos através da remoção de espécies invasoras e plantação de espécies nativas;
- Promover a conectividade do habitat das espécies.